# Conferência Ibero-americana

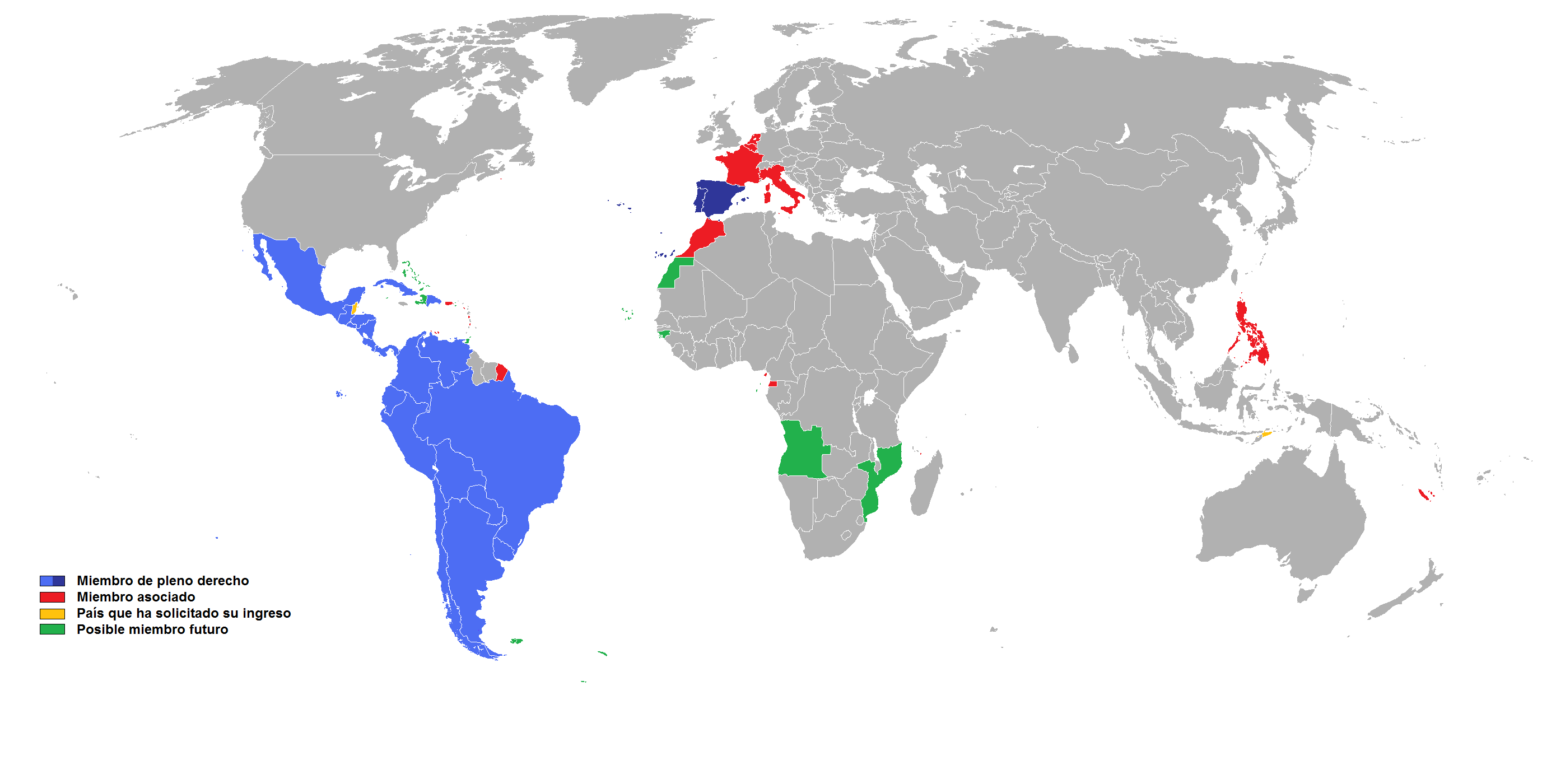
Países participantes na Conferência Ibero-americana

A Conferência Ibero-Americana de Chefes de Estado e de Governo, Cimeira Ibero-Americana de Chefes de Estado e de Governo ou Cúpula Ibero-Americana de Chefes de Estado e de Governo é uma reunião anual dos chefes de Estado e Governo dos Países da Ibero-América: Argentina, Bolívia, Brasil, Colômbia, Costa Rica, Cuba, Chile, Equador, El Salvador, Espanha, Guatemala, Honduras, México, Nicarágua, Panamá, Paraguai, Peru, Portugal, República Dominicana, Uruguai e Venezuela (todos desde 1991), e Andorra desde 2004.
Os seus objetivos são a promoção da cooperação e o desenvolvimento entre os países ibero-americanos. Segundo a Declaração Final da VI Cimeira, foi proposto criar um Comité de Alto Nível para propor um cronograma de trabalho e promover estudos sobre a constituição da Comunidade Latino-Americana de Nações e a sua vinculação com a Comunidade Ibero-Americana.

## Organização
- Secretaria Pro Tempore, integrada por três países: O que realizou a Cimeira do ano anterior, o anfitrião desse ano e o que o será no seguinte. Entre cimeiras, a Secretaria convoca reuniões de trabalho com representantes de todos os países membros para estudar e preparar o esboço do documento de declaração final que aprovarão os chefes de Estado e de Governo no final do encontro, assim como a preparação dos temas e agenda de discussão;
- Secretaria de Cooperação Ibero-Americana (SECIB), com sede en Madrid, criada em 1999 como a encarregada dos programas e projectos de cooperação. Substituída pela SEGIB desde 2005.
- Secretaria Geral Ibero-Americana (SEGIB), proposta na XIII Cimeira (2003), para ser aprovada em 2004 substituindo a SECIB. Entrou em funções em 2005.

## Edições

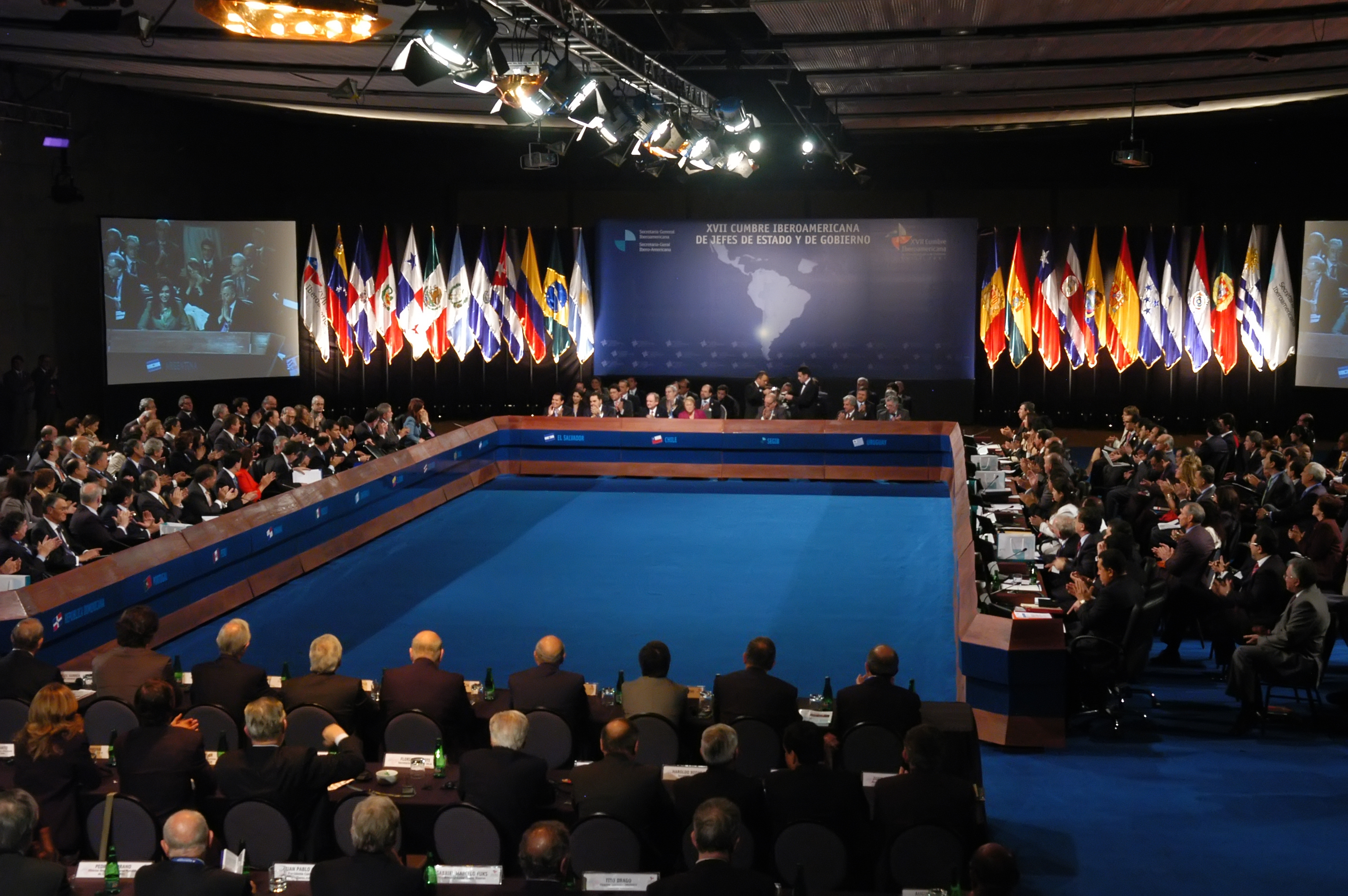
XVII Conferência Ibero-americana.

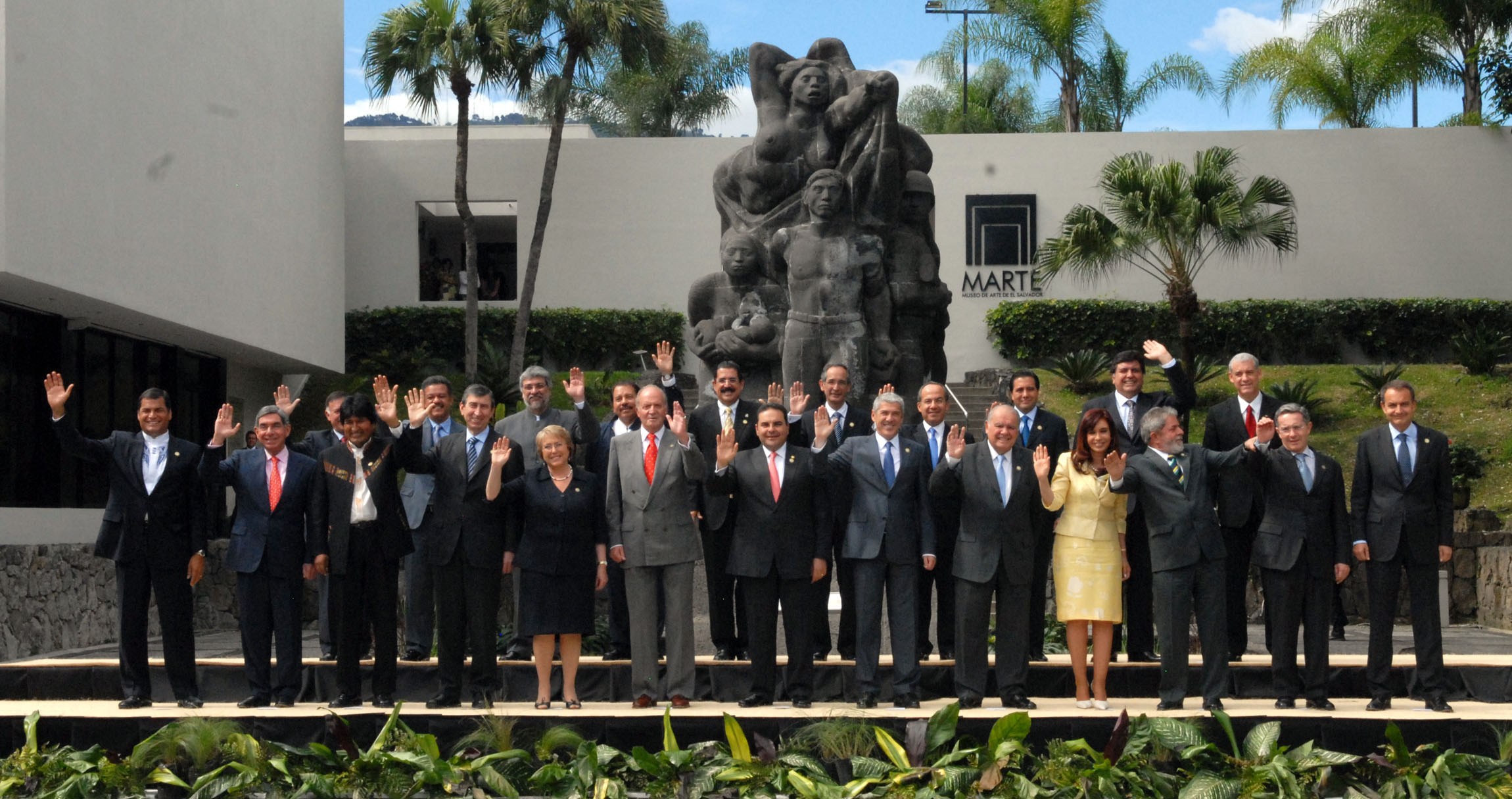
Dirigentes na XVIII Conferência Ibero-americana, em São Salvador (El Salvador).

| Edição | Cidade                  | País                 | Data                                                                                               |
| ------ | ----------------------- | -------------------- | -------------------------------------------------------------------------------------------------- |
| I      | Guadalajara             | México               | 18 e 19 de julho de 1991                                                                           |
| II     | Madrid                  | Espanha              | 23 e 24 de julho de 1992                                                                           |
| III    | Salvador                | Brasil               | 15 e 16 de julho de 1993                                                                           |
| IV     | Cartagena das Índias    | Colômbia             | 14 e 15 de junho de 1994                                                                           |
| V      | Bariloche               | Argentina            | 16 e 17 de outubro de 1995                                                                         |
| VI     | Santiago e Vinha do Mar | Chile                | 13 e 14 de novembro de 1996                                                                        |
| VII    | Ilha Margarita          | Venezuela            | 8 e 9 de novembro de 1997                                                                          |
| VIII   | Porto                   | Portugal             | 17 e 18 de outubro de 1998                                                                         |
| IX     | Havana                  | Cuba                 | 15 e 16 de novembro de 1999                                                                        |
| X      | Cidade do Panamá        | Panamá               | 17 e 18 de novembro de 2000                                                                        |
| XI     | Lima                    | Peru                 | 17 e 18 de novembro de 2001                                                                        |
| XII    | Bávaro                  | República Dominicana | 15 e 16 de novembro de 2002                                                                        |
| XIII   | Santa Cruz da Serra     | Bolívia              | 14 e 15 de novembro de 2003                                                                        |
| XIV    | São José                | Costa Rica           | 18 e 19 de novembro de 2004                                                                        |
| XV     | Salamanca               | Espanha              | 14 e 15 de outubro de 2005                                                                         |
| XVI    | Montevidéu              | Uruguai              | 3 e 4 de novembro de 2006                                                                          |
| XVII   | Santiago                | Chile                | 8 a 10 de novembro de 2007                                                                         |
| XVIII  | São Salvador            | El Salvador          | 29 a 31 de outubro 2008                                                                            |
| XIX    | Estoril, Cascais        | Portugal             | 30 de novembro a 1 de dezembro de 2009                                                             |
| XX     | Mar do Prata            | Argentina            | 3 e 4 de dezembro de 2010                                                                          |
| XXI    | Assunção                | Paraguai             | 28 e 29 de novembro de 2011                                                                        |
| XXII   | Cádiz                   | Espanha              | 16 a 18 de novembro de 2012                                                                        |
| XXIII  | Cidade do Panamá        | Panamá               | 16 a 18 de outubro de 2013                                                                         |
| XXIV   | Cidade de Veracruz      | México               | 8 a 9 de dezembro de 2014                                                                          |
| XXV    | Cartagena das Índias    | Colômbia             | 28 a 29 de outubro de 2016                                                                         |
| XXVI   | Antigua Guatemala       | Guatemala            | 15 a 16 de novembro de 2018                                                                        |
| XXVII  | Soldeu                  | Andorra              | 20 a 21 de abril de 2021 (prevista para novembro de 2020 mas adiada devido à pandemia de COVID-19) |

## Organismos criados ou associados à Cimeira Ibero-Americana
- Associação de Bibliotecas Nacionais Ibero-Americanas (ABINIA)
- Fundo para o Desenvolvimento dos Povos Indígenas da América Latina e Caribe (Fundo Indígena)
- Organização de Estados Ibero-Americanos para a Educação, Ciência e Cultura (OEI)
- Organização Ibero-Americana da Juventude (OIJ)
- Conselho Ibero-Americano do Desporto (CID)
- Centro Ibero-Americano de Segurança Social (CISS)
- União de Cidades Capitais Ibero-americanas (UCCI)
- Conferência de Autoridades Audiovisuais e Cinematográficas Iberoamericanas (CAACI)